# فرودگاه سیمیکوت
فرودگاه سیمیکوت (به انگلیسی: Simikot Airport) یک فرودگاه همگانی با کد یاتا IMK است . این فرودگاه در کشور نپال قرار دارد و در ارتفاع ۲۸۱۸ متری از سطح دریا واقع شده است.

## شرکت‌های هواپیمایی و مقصدهای پروازی
| شرکت‌های هواپیمایی | مقصدهای پروازی |
| ----------------- | -------------- |
| نپال ایرلاینز     | نپالگونج       |
| Tara Air          | نپالگونج       |
| گوما ایر          | نپالگونج       |

زیارت and کوله‌گردی bound for Lake Manasarovar and کوه کایلاش in جمهوری خلق چین's منطقه خودمختار تبت fly into Simikot and proceed to the international border at Hilsa on foot 
or by helicopter.